# Calignac
Calignac (okzitanisch: Calinhac) ist eine französische Gemeinde mit 489 Einwohnern (Stand: 1. Januar 2022) im Département Lot-et-Garonne in der Region Nouvelle-Aquitaine (vor 2016 Aquitaine). Sie gehört zum Arrondissement Nérac und zum Kanton L’Albret. Die Einwohner werden Calignacois genannt.

## Geografie
Die Gemeinde Calignac liegt am Fluss Auvignon, acht Kilometer östlich von Nérac und etwa 20 Kilometer westsüdwestlich von Agen. Umgeben wird Calignac von den Nachbargemeinden Espiens im Nordwesten und Norden, Montagnac-sur-Auvignon im Nordosten und Osten, Saumont im Osten und Südosten, Fieux im Süden sowie Nérac im Westen.

## Bevölkerungsentwicklung
| Jahr                       | 1962 | 1968 | 1975 | 1982 | 1990 | 1999 | 2006 | 2012 | 2022 |
| Einwohner                  | 449  | 401  | 381  | 410  | 387  | 373  | 419  | 512  | 489  |
| Quellen: Cassini und INSEE |      |      |      |      |      |      |      |      |      |

## Sehenswürdigkeiten
- Kirche Saint-Étienne aus dem 19. Jahrhundert
- Schloss Cardéran aus dem 19. Jahrhundert
- Schloss Lassalle mit Kapelle aus dem 12. Jahrhundert, seit 2010 Monument historique
- Schloss Barbe
- Schloss Caubéos
- Herrenhaus von Mons aus dem 17. Jahrhundert, Monument historique

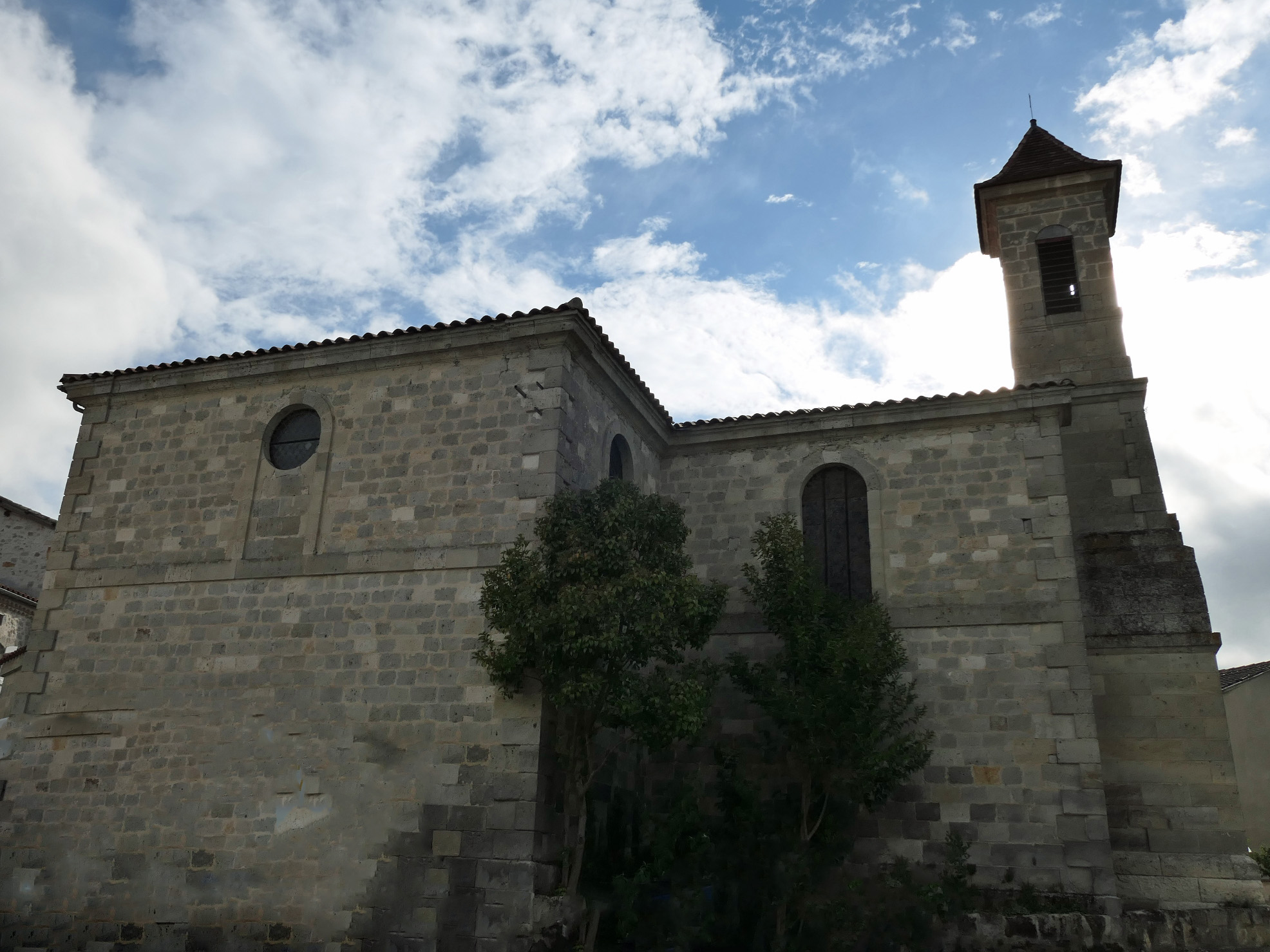
Kirche Saint-Étienne